# Espectro antimicrobiano
El espectro antimicrobiano de un antibiótico significa la variedad de microorganismos que puede matar o inhibir. Los antibióticos se pueden dividir en antibióticos de amplio espectro, antibióticos de espectro extendido y antibióticos de espectro estrecho según su espectro de actividad. En detalle, los antibióticos de amplio espectro pueden matar o inhibir una amplia gama de microorganismos; el antibiótico de espectro extendido puede matar o inhibir las bacterias Gram positivas y algunas bacterias Gram negativas; Los antibióticos de espectro reducido solo pueden matar o inhibir especies limitadas de bacterias.
Actualmente, el espectro de ningún antibiótico puede cubrir completamente todos los tipos de microorganismos.

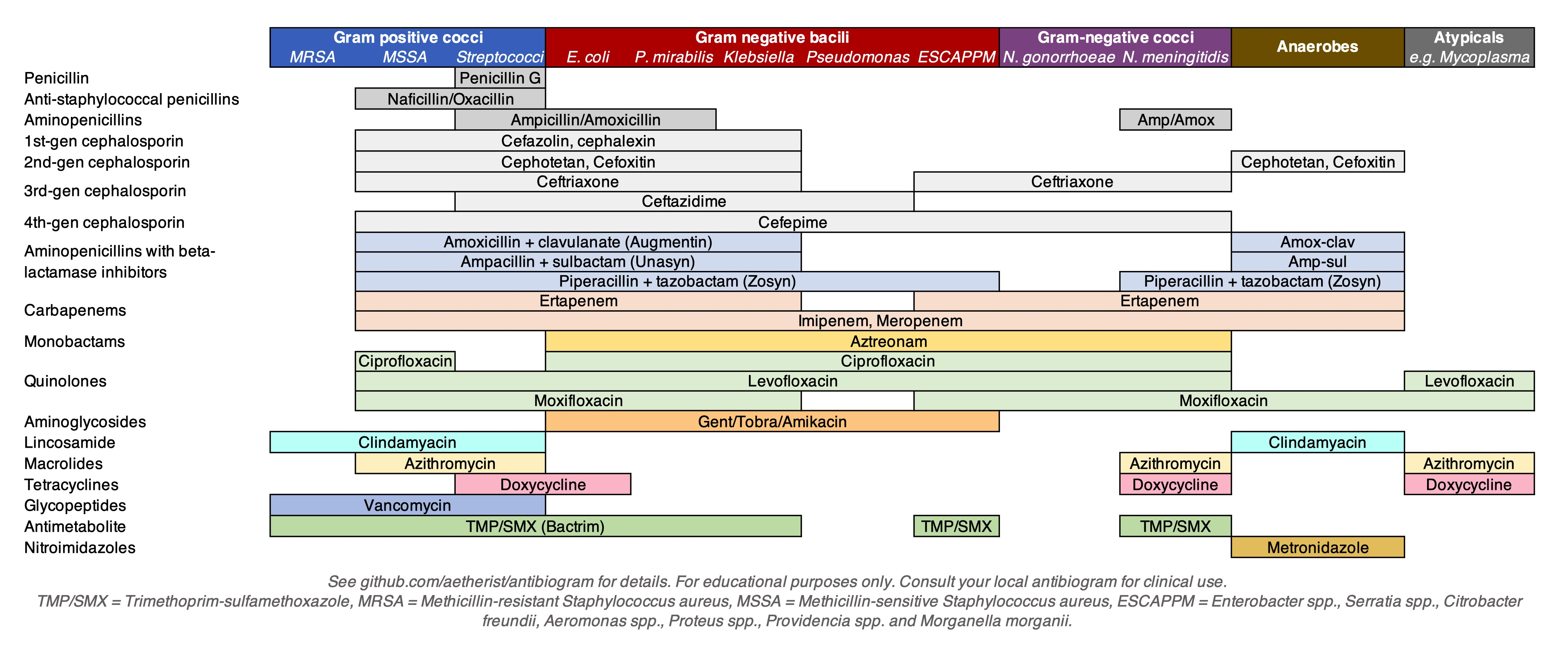
Un diagrama simplificado que muestra las bacterias comunes que causan enfermedades y los antibióticos que actúan contra ellas.

## Determinación
El espectro antimicrobiano de un antibiótico se puede determinar probando su actividad antimicrobiana contra una amplia gama de microbios in vitro. No obstante, el rango de microorganismos que un antibiótico puede matar o inhibir in vivo puede no ser siempre el mismo que el espectro antimicrobiano basado en datos recolectados in vitro.

## Significado
Loa antibióticos de espectro estrecho tienen baja propensión a inducir resistencia bacteriana y es menos probable que alteren el microbioma (microflora normal). Por otro lado, el uso indiscriminado de antibióticos de amplio espectro puede no solo inducir el desarrollo de resistencia bacteriana y promover la aparición de organismos multirresistentes, sino también causar efectos no deseados debido a la disbiosis. También pueden tener efectos secundarios, como diarrea o sarpullido. Generalmente, un antibiótico amplio tiene más indicaciones clínicas y, por lo tanto, se usa más ampliamente. El Comité Asesor de Prácticas de Control de Infecciones Sanitarias (HICPAC) recomienda el uso de antibióticos de espectro reducido siempre que sea posible.

## Ejemplos
- Antibiótico de amplio espectro: ciprofloxacina, doxiciclina, minociclina, tetraciclina,[1] imipenem, azitromicina
- Antibiótico de espectro extendido: ampicilina
- Antibiótico de espectro estrecho: Sareciclina,[10] Vancomicina, Isoniazida